# Martfeld
Martfeld è un comune di 2.793 abitanti della Bassa Sassonia, in Germania.
Appartiene al circondario (Landkreis) di Diepholz (targa DH) ed è parte della comunità amministrativa (Samtgemeinde) di Bruchhausen-Vilsen.

## Geografia antropica

### Suddivisioni amministrative
Oltre al capoluogo (Martfeld), il territorio comunale comprende le frazioni di Hustedt, Modellflugzeugplatz, Büngelshausen, Kleinenborstel, Loge e Tuschendorf.